# کارلا بوید
کارلا بوید (انگلیسی: Carla Boyd؛ زادهٔ ۳۱ اکتبر ۱۹۷۵) بازیکن بسکتبال اهل استرالیا است.